# Indanan
Indanan (Bayan ng Indanan) är en kommun i Filippinerna. Kommunen ligger på ön Suluöarna, och tillhör provinsen Sulu. Folkmängden uppgår till 53 425 invånare.

## Barangayer
Indanan är indelat i 34 barangayer.
| - Adjid - Bangalan - Bato-bato - Buanza - Bud-Taran - Bunut - Jati-Tunggal - Kabbon Maas - Kagay - Kajatian - Kan Islam - Kandang Tukay | - Karawan - Katian - Kuppong - Lambayong - Langpas - Licup - Malimbaya - Manggis - Manilop - Paligue - Panabuan | - Panglima Misuari (Sasak) - Pasil - Poblacion (Indanan) - Sapah Malaum - Sawaki - Sionogan - Tagbak - Timbangan - Tubig Dakulah - Tubig Parang - Tumantangis |